# Aldo Gucci
Aldo Gucci (ur. 26 maja 1905 we Florencji, zm. 19 stycznia 1990 w Rzymie) – włoski biznesman i projektant mody, prezes domu mody Gucci w latach 1953–1986.

## Życiorys

### Wczesne życie
Urodził się we Florencji, w rodzinie toskańskiej. Miał trzech braci: Vasco, Rodolfo i Enzo, który zmarł w wieku dziewięciu lat oraz siostrę, Grimaldę. Miał także brata przyrodniego, Ugo. Po tym, jak Enzo zmarł, Aldo był najstarszym dzieckiem Aidy Calvelli i Guccio Gucciego.
W młodości zainteresował się jeździectwem i botaniką, co później znalazło swoje ujście w projektowaniu produktów i pasji do ogrodnictwa. W wieku szesnastu lat rozpoczął pracę na pół etatu w pierwszym sklepie swojego ojca przy via della Vigna Nuova we Florencji. Ukończył ekonomię w San Marco College.

### Kariera
Od dwudziestego roku życia Aldo pracował na pełny etat w Gucci. W 1938 otworzył pierwszy sklep marki poza Florencją, w Rzymie.
Gucci stał się z dnia na dzień symbolem statusu, kiedy bambusowa torebka pojawiła się na ramieniu Ingrid Bergman w filmie Roberto Rosselliniego, Podróż do Włoch z 1954 roku. Insygnia GG natychmiast stały się ulubieńcami hollywoodzkich celebrytów i europejskich członków rodziny królewskiej.
W 1952 Gucci razem z braćmi Rodolfo i Vasco podróżował do Nowego Jorku. Zaledwie dwa tygodnie po śmierci ojca otworzyli tam pierwszy sklep Gucci poza Włochami. Prezydent John F. Kennedy ogłosił Aldo pierwszym włoskim ambasadorem do spraw mody i otrzymał honorowy stopień od City University of New York w uznaniu jego działalności filantropijnej, określanej mianem „Michała Anioła Merchandisingu”. Następnie otworzył sklepy w Chicago, Palm Beach i Beverly Hills, po czym rozszerzył swoją działalność o Tokio, Hongkong i miasta na całym świecie poprzez globalną sieć franczyzową.
Przez ponad trzydzieści lat był zaangażowany w ekspansję Gucci, rozwijając firmę z własnymi garbarniami, zakładami produkcyjnymi i detalicznymi.

### Późniejsze lata
Po śmierci Vasco Gucciego w 1974 Rodolfo i Aldo dzielili po 50% udziały firmy. Synowie Aldo uważali, że Rodolfo nie przyczynił się wystarczająco do rozwoju ich wspólnego interesu. Próbując zwiększyć swoje zyski, Aldo założył spółkę zależną zajmującą się perfumami i posiadał 80% jej własności dla siebie i swoich trzech synów. Ta rywalizacja ostatecznie przerodziła się w wojnę rodzinną.
W 1980 syn Aldo, Paolo Gucci, próbował założyć własną firmę pod nazwą Gucci, ale Aldo odmówił i pozwał syna, grożąc odcięciem każdego dostawcy Gucci, który podpisałby kontrakt z Paolo. Szukając zemsty, Paolo doprowadził do usunięcia Aldo z firmy w 1984 z pomocą swojego kuzyna Maurizio Gucciego, który niedawno został większościowym udziałowcem. W styczniu 1986 Aldo Gucci został skazany na rok i jeden dzień więzienia za uchylanie się od płacenia podatków. W chwili wydania wyroku miał 81 lat. Odsiedział swój czas w Federalnym Obozie Więziennym, Eglin.
W 1989, na rok przed śmiercią, Aldo sprzedał swoje akcje Gucci firmie Investcorp. W tym samym roku Maurizio został prezesem grupy Gucci po prawie sześcioletniej batalii prawnej o kontrolę nad firmą. Maurizio nie miał doświadczenia w biznesie, a do 1993 roku firma znajdowała się w poważnych tarapatach ekonomicznych i kreatywnych. W tym samym roku Maurizio Gucci zrezygnował i sprzedał swoje pozostałe udziały Investcorp, kończąc współpracę rodziny Gucci z firmą.

### Życie prywatne i śmierć
22 sierpnia 1927 ożenił się z Olwen Prince, z którą miał trzech synów: Giorgio, Paolo i Roberto. Z romansu, z Bruną Palombo urodziła się mu córka, Patrizia (ur. 1963). W 1981 ożenił się z Palombo w Ameryce, pomimo tego, że nigdy nie rozwiódł się z Prince. Posiadał domy w Nowym Jorku, Palm Beach, Rzymie, Florencji, Beverly Hills, Londynie i Paryżu. 
Aldo Gucci zmarł 19 stycznia 1990 w Rzymie z powodu raka prostaty. Został pochowany w rodzinnym mauzoleum we Florencji.

### Herb
Guccio Gucci; jego najstarszy żyjący biologiczny syn, Aldo Gucci i synowie Aldo Gucciego – Giorgio Gucci, Paolo Gucci i Roberto Gucci oraz wnuk Uberto Gucci rościli sobie prawo do używania odziedziczonego, rodowego herbu Królestwa Włoch, którym rządziła dynastia sabaudzka w 1946.
Dokumenty sądowe, akta i późniejsze orzeczenia wskazują, że ponieważ rodzina Gucci zarejestrowała znak towarowy herbu w 1955, znak towarowy został przeniesiony wraz ze sprzedażą firmy Gucci przez Maurizio Gucci na rzecz Investcorp i kolejnych właścicieli firmy w 1993.